# Nemed
 (signalé en juin 2025).
Si vous disposez d'ouvrages ou d'articles de référence ou si vous connaissez des sites web de qualité traitant du thème abordé ici, merci de compléter l'article en donnant les références utiles à sa vérifiabilité et en les liant à la section « Notes et références ».
- Archive Wikiwix
- Bing
- Cairn
- DuckDuckGo
- E. Universalis
- Gallica
- Google
- G. Books
- G. News
- G. Scholar
- Persée
- Qwant
- (zh) Baidu
- (ru) Yandex
- (wd) trouver des œuvres sur Wikidata

 (avril 2019).
Si vous disposez d'ouvrages ou d'articles de référence ou si vous connaissez des sites web de qualité traitant du thème abordé ici, merci de compléter l'article en donnant les références utiles à sa vérifiabilité et en les liant à la section « Notes et références ».

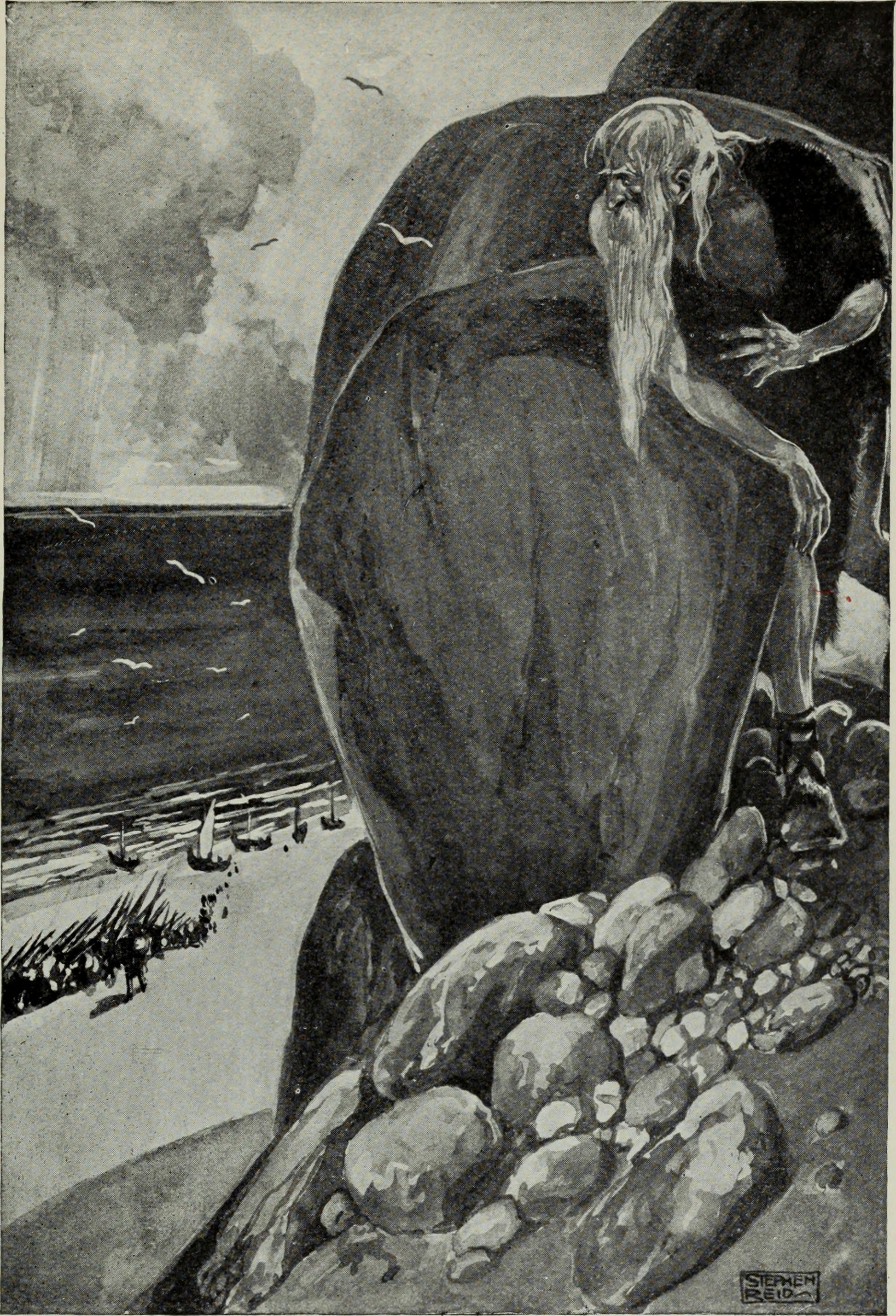
"Tuan watches Nemed", illustration de Tuán observant les Némédiens arrivant en Irlande, par J. C. Leyendecker dans T. W. Rolleston's Myths & Legends of the Celtic Race, 1911.

Dans la mythologie celtique de tradition insulaire, Nemed (dont le nom signifie 'sanctuaire', 'lieu consacré' cf. nemeton, ainsi que 'privilège') est le chef du peuple inhumain qui porte son nom, les Nemediens, parfois nommé « le peuple-cerf ». Dans l’histoire mythique de l'Irlande, telle qu’elle nous est racontée dans le Lebor Gabála Érenn (le Livres des conquêtes d'Irlande), leur occupation de l'île se situe entre celle des Partholoniens et celle des Fir Bolg.
Après une période de paix, ils doivent résister aux Fomoires qui tentent de reconquérir l’île, les rois fomoires Gann et Sengann sont battus, mais les ennemis parviennent à s’imposer. Les Nemediens doivent leur payer tribut chaque année. Après une dernière révolte, ils doivent fuir dans la province de Munster.
Nemed est le fils d’Agnoman et le neveu de Tuan Mac Cairill ; il est le père de Iarbonel le Devin, de Anniend et de Fergus-au-côté-Rouge.
Son nom est à rapprocher du nom des sanctuaires celtes : les Nemeton.